# Our Memories of Elvis, Volume 2
«Our Memories of Elvis, Volume 2» (с англ. Память об Элвисе, выпуск 2) — альбом-компиляция американского певца Элвиса Пресли, вышедший в 1979 году.

## Обзор
Сборник продолжил концепцию первого выпуска «Our Memories of Elvis» (1978); в него вошёл репертуар Пресли середины 1970-х гг. в версиях без дополнительных студийных наложений. В 70-е годы Пресли записывался в сопровождении минимального аккомпанемента (зачастую лишь фортепиано или гитара), лишь затем записи обогащались оркестровыми аранжировками, подпевками и проч. 8-минутный джем-сешн «Don’t Think Twice, It’s All Right» Боба Дилана впервые был издан на этом альбоме.

## Список композиций
1. «I Got A Feelin' In My Body» (3:33)
2. «Gren Green Grass Of Home» (3:33)
3. «For The Heart» (3:27)
4. «She Wears My Ring» (3:20)
5. «I Can Help» (4:01)
6. «Way Down» (2:32)
7. «There’s A Honky Tonk Angel» (3:02)
8. «Find Out What’s Happening» (2:37)
9. «Thinking About You» (3:27)
10. «Don’t Think Twice, It’s All Right» (8:36)

## Синглы
- I Got A Feelin' In My Body / There’s A Honky Tonk Angel (июль 1979)